# شاما سیکاندر
شاما سیکاندر (انگلیسی: Shama Sikander؛ زادهٔ ۴ اوت ۱۹۸۱) بازیگر و تهیه‌کننده اهل هند است. وی از سال ۱۹۹۸ میلادی تاکنون مشغول فعالیت بوده است.
از فیلم‌ها یا مجموعه‌های تلویزیونی که وی در آن‌ها نقش داشته است می‌توان به جاده فرعی، قلب و قرارداد اشاره نمود.